# Arthur Graham
Arthur Graham, född 26 oktober 1952 i Glasgow, Skottland, är en före detta skotsk professionell fotbollsspelare. Han spelade 511 ligamatcher och gjorde 78 mål som vänsterytter i främst Aberdeen och Leeds United under en spelarkarriär som sträckte sig 18 år mellan 1969 och 1987.
Han spelade dessutom 11 landskamper för Skottland och gjorde 2 mål.